# Kyösti Luukko
Kyösti Luukko (17 febbraio 1903 – 27 ottobre 1970) è stato un lottatore finlandese, specializzato nella lotta libera.

## Palmarès

### Olimpiadi
- 1 medaglia:
  - 1 argento (Los Angeles 1932 nella lotta libera, pesi medi)